# John P. Miller
Pour les articles homonymes, voir John Miller et Miller.
John Parr Miller (31 août 1913 - 29 octobre 2004, Manhasset, Long Island, New York), parfois Jack Miller, est un animateur et scénariste américain ayant travaillé au sein des Studios Disney.

## Filmographie
- 1940 : Pinocchio, conception des personnages
- 1940 : Fantasia séquences Symphonie Pastorale, conception des personnages
- 1941 : Dumbo, conception des personnages
- 1941 : Le Dragon récalcitrant, scénario
- 1942 : Saludos Amigos, directeur artistique sous le pseudonyme de Jack Miller